# Raionul Bratske, Mîkolaiiv
Bratske (în ucraineană Братський район, transliterat: Bratskîi raion) este un raion în regiunea Mîkolaiiv, Ucraina. Reședința sa este așezarea de tip urban Bratske.

## Demografie
Componența lingvistică a raionului Bratske
     Ucraineană (86,13%)
     Rusă (9,97%)
     Română (3,22%)
     Alte limbi (0,19%)
Conform recensământului din 2001, majoritatea populației raionului Bratske era vorbitoare de ucraineană (86,13%), existând în minoritate și vorbitori de rusă (9,97%) și română (3,22%).